# Diversity
Diversity är debutalbumet från den danska musikgruppen Alien Beat Club som gavs ut 23 november 2009. Albumet innehåller 12 låtar. Albumet producerades av Remee som också var med och skrev nio av låtarna.

## Låtlista
1. One Touch – 3:39
2. My Way – 4:17
3. Simple Things – 2:52
4. Open Your Heart – 4:38
5. Dangerous – 3:23
6. Everywhere – 3:15
7. Oxygen – 3:31
8. Echo – 3:03
9. I'm Alive – 3:11
10. It's My World – 4:23
11. Dig & Mig – 3:42
12. I'm Yours – 4:09

## Listplaceringar
| Lista (2009-2010) | Topplacering |
| ----------------- | ------------ |
| Danmark           | 12           |

## Singlar
- 2009 "My Way" (#1 på danska singellistan)[2]
- 2010 "Simple Things"
- 2010 "It's My World"